# ムーアヘッド (ミネソタ州)
ムーアヘッド（Moorhead）は、アメリカ合衆国ミネソタ州北西部に位置する都市。ノースダコタ州との州境になっている北のレッド川（以下、特に断りの無い限り、「レッド川」はこの「北のレッド川」を指す）東岸、ファーゴの対岸に位置し、同市と共に都市圏を形成している。人口は44,505人（2020年国勢調査）で、州北西部では最大、ミネアポリス・セントポール都市圏外の都市としてはロチェスター、ダルース、セントクラウドに次ぐ規模である（ミネソタ州全体では21位）。ファーゴに郡庁を置くノースダコタ州カス郡、およびムーアヘッドに郡庁を置くクレイ郡の2郡から成る都市圏は人口249,843人（2020年国勢調査）を数える。この都市圏にワーペトン小都市圏（ウィルキン郡、ノースダコタ州リッチランド郡）を加えた広域都市圏は272,878人（2020年国勢調査）の人口を抱えている。

## 歴史

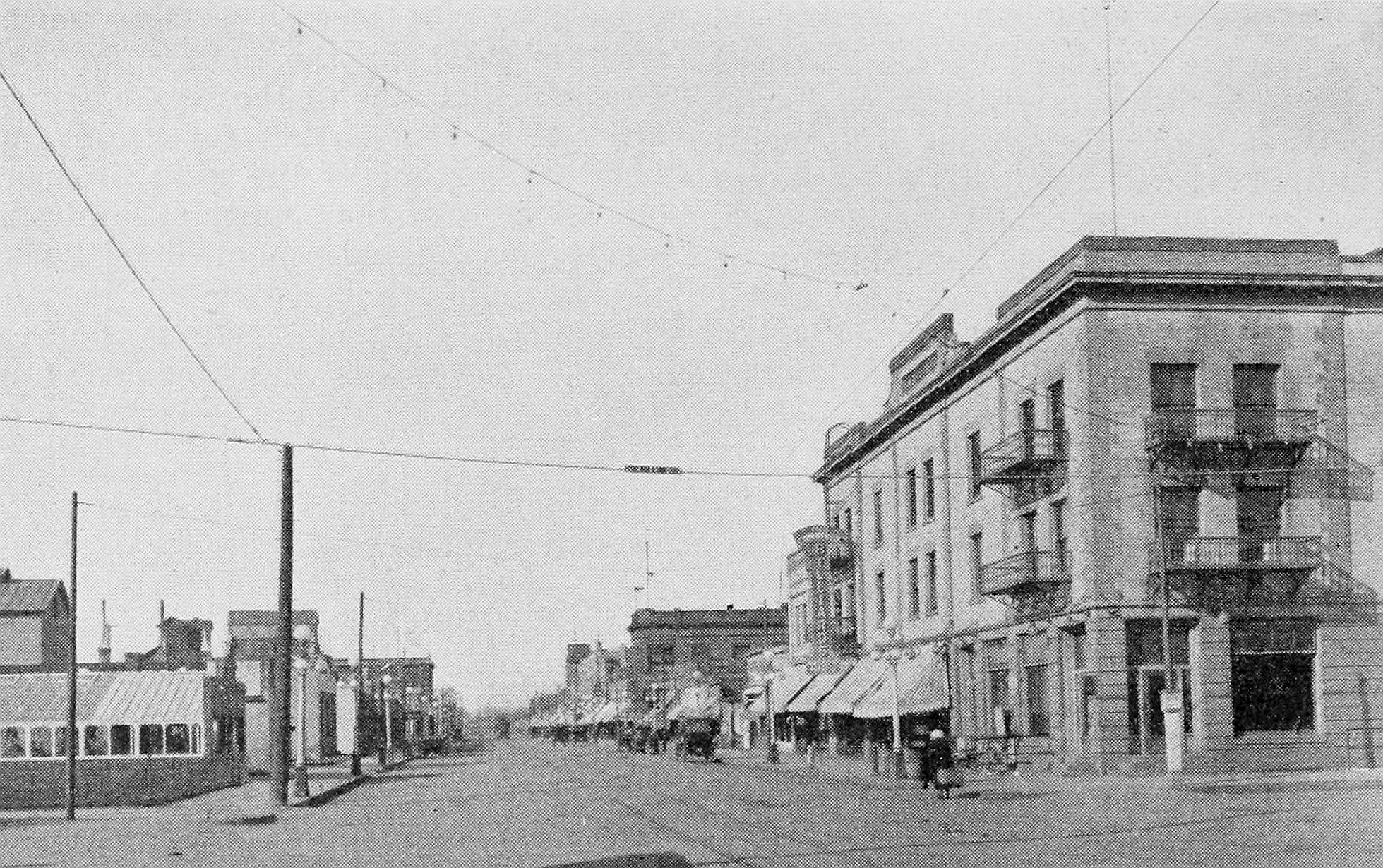
市中心部のフロント・ストリート（1916年）

ミネソタ州北西部、レッド川東岸のこの地に、現在のクレイ郡となるブレッキンリッジ郡が創設されたのは、ミネソタ準州の州昇格と同年、1858年のことであった。当初の郡の名は、当時の大統領ジェームズ・ブキャナンの下で副大統領を務めていたジョン・ブレッキンリッジにちなんでつけられた。しかし、南北戦争が開戦すると、ブレッキンリッジは南軍に従軍し、これに反発したミネソタ州民が州議会に圧力をかけた。その結果、1862年3月6日にこの郡名からブレッキンリッジの名を廃する法案が可決され、郡名はヘンリー・クレイにちなんでクレイ郡に改められた。
南北戦争の終結後、1871年に、ノーザン・パシフィック鉄道がこの地に開通すると、ムーアヘッドの町が創設された。このムーアヘッドという名は、ノーザン・パシフィック鉄道の取締役であったギャロウェイ・ムーアヘッドにちなんでつけられた。翌1872年には、クレイ郡の郡庁がムーアヘッドに置かれた。1881年には、ムーアヘッドは正式に市制を施行した。
初期のムーアヘッドはミネアポリス・セントポールとカナダ・マニトバ州ウィニペグとを結ぶ交通の結節点として発展した。ミネアポリス・セントポールやセントクラウドから陸路でこの地へやってきた乗客や貨物は、ムーアヘッドで船に積み替えられてレッド川を北上し、ウィニペグへと至った。やがて1890年、ノースダコタ州の禁酒法が成立すると、ノースダコタの禁酒反対派州民はまだ飲酒が合法であったミネソタ州へと、レッド川を渡って飲みに来るようになり、ムーアヘッドにも酒場が建ち並んで賑わいを見せた。1900年には、人口わずか3,700人強のこの街に、レッド川に架かる橋の東詰を中心に47軒もの酒場が建ち並び、市の10世帯に1世帯はアルコール産業で生計を立てていた。最盛期には100軒もの酒場が建ち並び、ムーアヘッドを「罪の街」と呼ばせしめた。しかし、1915年にクレイ郡の禁酒法が成立し、程なくして連邦の禁酒法の成立するに至って、ムーアヘッドの酒場町としての時代は終わりを告げた。
第二次世界大戦中、多くの若者が従軍する中で、特に農村部では労働力が著しく不足し、ムーアヘッドも例外ではなかった。その最中、アイオワ州北部、ミネソタ州との州境に近いアルゴナにあったドイツ人捕虜収容所は10,000人を超える捕虜を抱えており、ミネソタ・アイオワ両州の至る所へ労働者として送り出された。ムーアヘッドにおいても、1944年には150人の捕虜を迎え入れ、地元農家で農作業に従事させた。ムーアヘッドには彼らが厳しい冬を越せるような施設はなかったため、収穫が終わるとこれらの捕虜は収容所へ戻されたが、翌1945年にも、前年よりその数は少ないものの、再びドイツ人捕虜を農作業者として迎え入れた。終戦後、彼らがドイツに帰国しても、ムーアヘッドの農家たちとの良好な関係は続いた。

## 地理
ムーアヘッドは北緯46度52分26秒 西経96度46分02秒 / 北緯46.87389度 西経96.76722度に位置している。ミネアポリス・セントポールから北西へ約350km、ノースダコタ州の最大都市ファーゴとは州境になっているレッド川をはさんだ対岸に位置する。

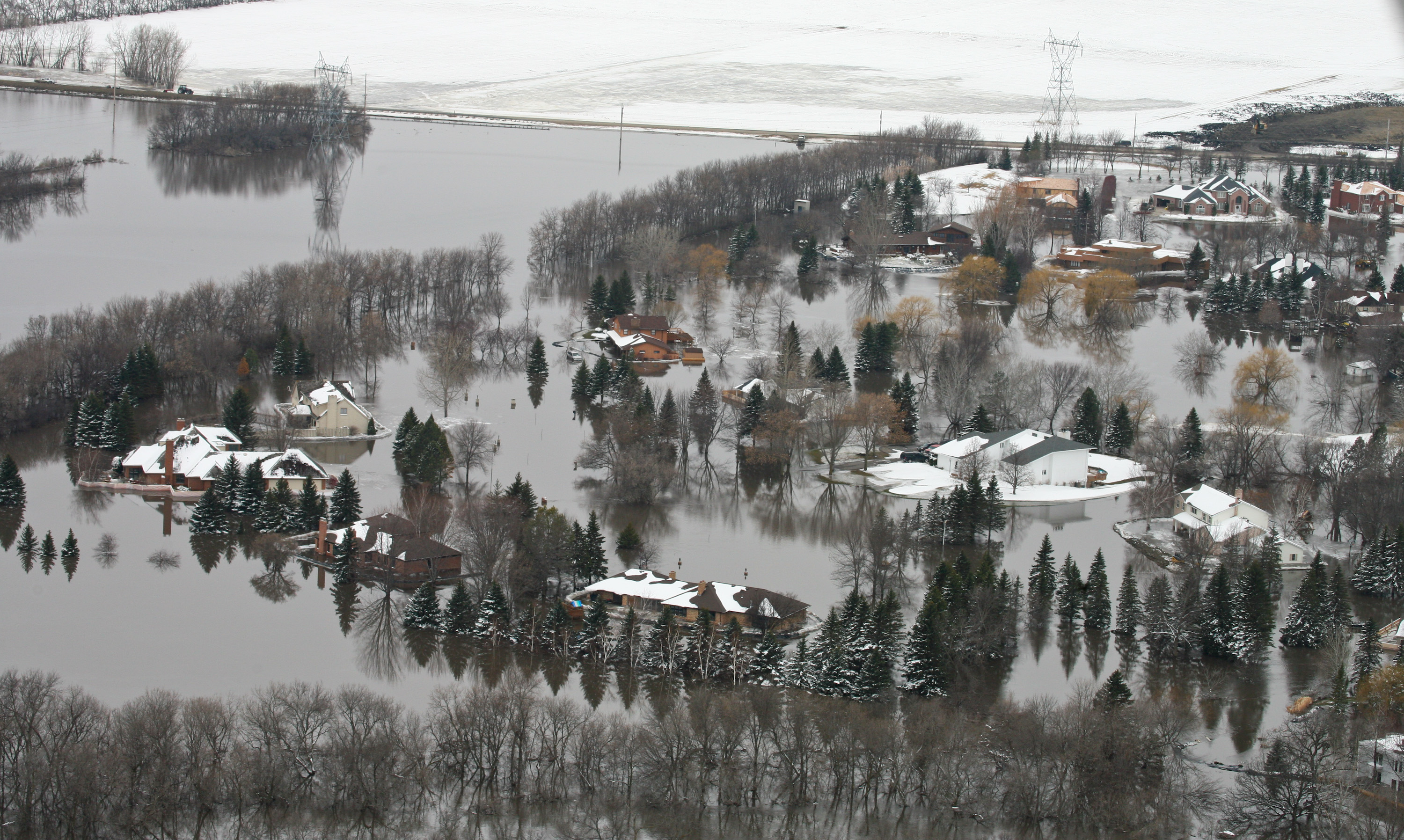
レッド川の洪水で浸水したムーアヘッドの家屋（2009年春）

アメリカ合衆国国勢調査局によると、ムーアヘッド市は総面積57.88km2（22.35mi2）である。そのうち57.86km2（22.34mi2）が陸地で0.02km2（0.01mi2）が水域である。総面積の0.03%が水域となっている。市域はレッド・リバー・バレーと呼ばれる平原上に広がる。この平原の成因は、最終氷期に南進した氷河による侵食である。最終氷期末期に氷河が北退すると、アガシー湖と呼ばれる巨大な氷河湖が形成された。現代のレッド・リバー・バレーは、このアガシー湖の湖底であった。アガシー湖底の堆積物は、その後のレッド・リバー・バレーに、農業に適した肥沃な土壌を残した。しかしその一方で、春先の雪解け水と平坦な地形に起因する、レッド川の季節的な洪水に度々直面してきた。
ムーアヘッドを含むファーゴ都市圏はグレートプレーンズ上に立地し、山岳と大洋のどちらからも離れていることから、その気候は大陸性であり、ケッペンの気候区分では亜寒帯湿潤気候（Dfb）に属する。アメリカ合衆国本土では最も冬の寒さが厳しい地域の1つであり、アメリカ合衆国農務省によるハーディネスゾーンは4aである。気候についての詳細はファーゴ (ノースダコタ州)#気候を参照のこと。
レッド川が蛇行しているのに対し、ムーアヘッドの街路は、土地が平坦ということもあり、比較的整然と区画されている。「アベニュー」と呼ばれる、東西に通る通りの中心となっているのはセンター・アベニューで、この通りを境に北（N）と南（S）に分かれ、この通りから離れるほど数字が大きくなる。しかし、各種店舗や飲食店が建ち並ぶ、市中心部の目抜き通りとなっているのは、BNSF鉄道の線路をはさんで1ブロック南を通り（つまり「1stアベニュー・サウス」に相当する）、ファーゴのメイン・アベニューにつながる、メイン・アベニューである。一方、「ストリート」と呼ばれる、南北に通る通りには東西の区別はなく、レッド川から離れるほど数字が大きくなる。

## 政治

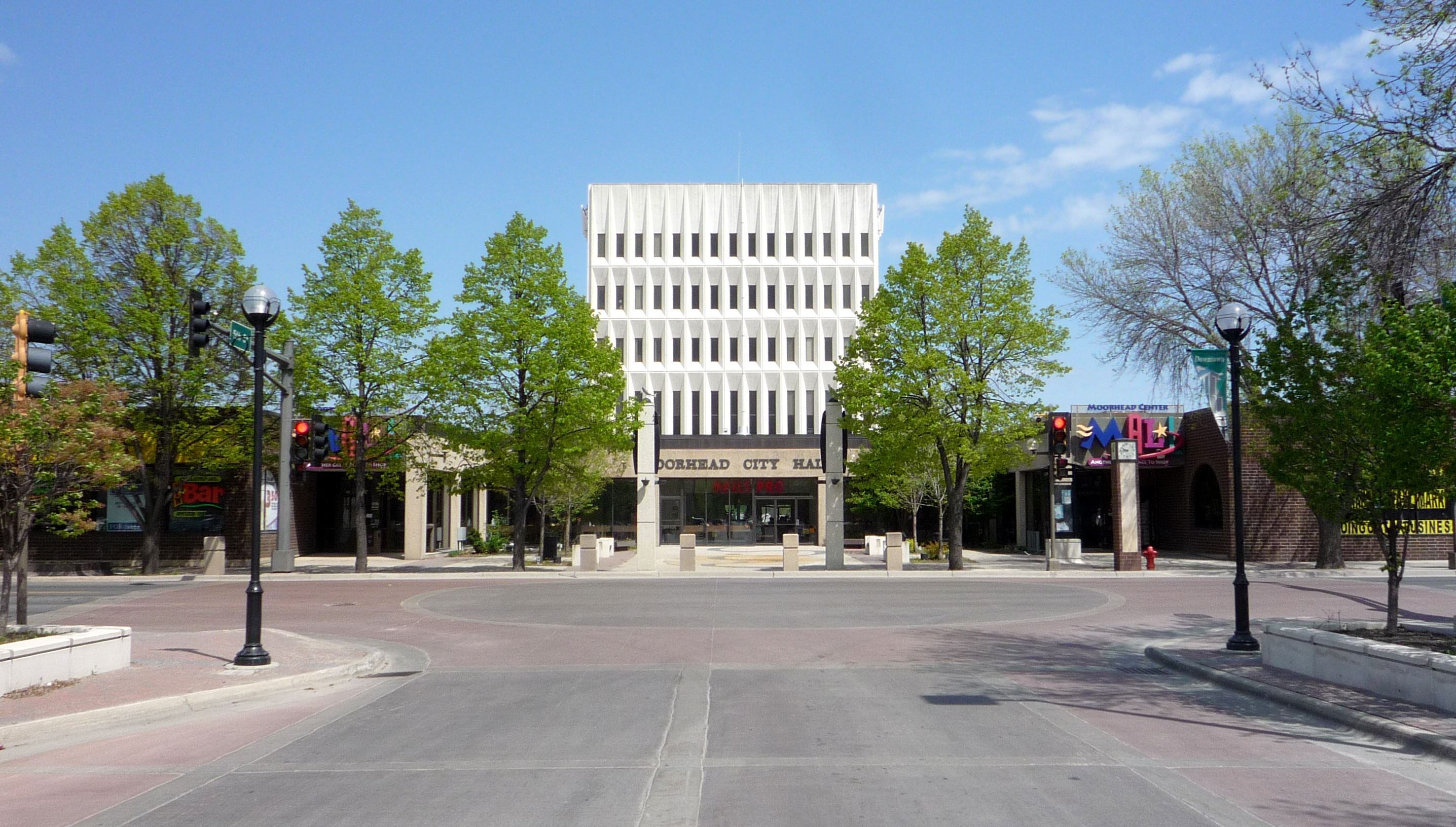
ムーアヘッド市庁舎

ムーアヘッドは市憲章に基づき、シティー・マネージャー制を採っている。シティー・マネージャーは市長の任命によって就任し、市長に対して直接的な責任を負う。シティー・マネージャーは企業における最高総務責任者（CAO）に相当する役割を果たし、市の行政実務を円滑に進める職務を負うと共に、市長や市議会に対してはアドバイザーとなる。具体的には、シティー・マネージャーは市政府各局の行政実務および役員・職員の指揮監督、市職員の報酬や福利厚生、予算案の作成および市議会への提出、市長・市議会への財務状況の報告に責任と義務を負い、議決権は持たないものの市議会に出席し、市民に益する施策を進言する権利を有することが、市憲章によって定められている。
市の立法機関である市議会は市長および8人の市議員から成っている。市議員は市を4つに分けた選挙区から2人ずつ選出される。市長・市議員とも、その任期は4年で、2年ごと、偶数年に市議員の半数を改選する。

## 経済
肥沃な土壌に恵まれたムーアヘッドでは歴史的に農業が盛んで、現在でも主要な産業の1つとなっている。しかしその一方で、アメリカン・クリスタル・シュガーが本社、技術センター、および工場を置き、アンハイザー・ブッシュ傘下のブッシュ・アグリカルチュラル・リソーシズが市南西部に麦芽加工工場を、また食品容器製造のパックティブが工場を置くなど、食品加工業や製造業も地域経済における主要産業の一角を成している。また、市内にコンコーディア大学やミネソタ州立大学ムーアヘッド校、レッド川対岸のファーゴにはノースダコタ州立大学と、3校の大学がキャンパスを構えていることにより、大学自体が雇用主となっているのに加えて、高度に教育された人材の供給源ともなっている。ムーアヘッドの失業率は全米平均を下回る水準を維持しており、2019年9月現在は3.1%で、全米平均の3.7%よりやや低い。

## 交通
ムーアヘッドを含むファーゴ都市圏の空の玄関口は、ファーゴのダウンタウンから北西約5.5km、同市市域北端に立地するヘクター国際空港（IATA: FAR）である。アメリカ合衆国本土最北部を横断する州間高速道路I-94は、ムーアヘッド市域の南部を東西に通っている。また、国道10号線・ミネソタ州道52号線は、ファーゴからレッド川を渡る橋の東詰から、ムーアヘッド市内でメイン・アベニューとなっている区間において、I-94の通勤別線にも指定されている。最寄りのアムトラックの駅はファーゴのダウンタウンの北部にあるファーゴ駅で、シカゴとシアトル・ポートランドとを結ぶアムトラックの長距離列車エンパイア・ビルダー号が、西行、東行とも1日1便停車する。ファーゴ・ムーアヘッド都市圏交通局はMATBUSという愛称で路線バスを運行している。この路線バス網は22系統を有し、そのうち#1、#2、#3、#4、#5、#9の6系統は、ファーゴのダウンタウンにある地上交通センター（Ground Transportation Center、GTC）やディルワースのウォルマートをターミナルとしてムーアヘッドをカバーしている。地上交通センターは、グレイハウンドと提携しているジェファーソン・ラインズの、ファーゴのバスターミナルも兼ねている。同社の一般路線利用客はファーゴのこのバスターミナルを利用することになるものの、カレッジ・コネクションと呼ばれるサービスは、ミネソタ州立大学ムーアヘッド校のキャンパス内に停車する。

## 教育

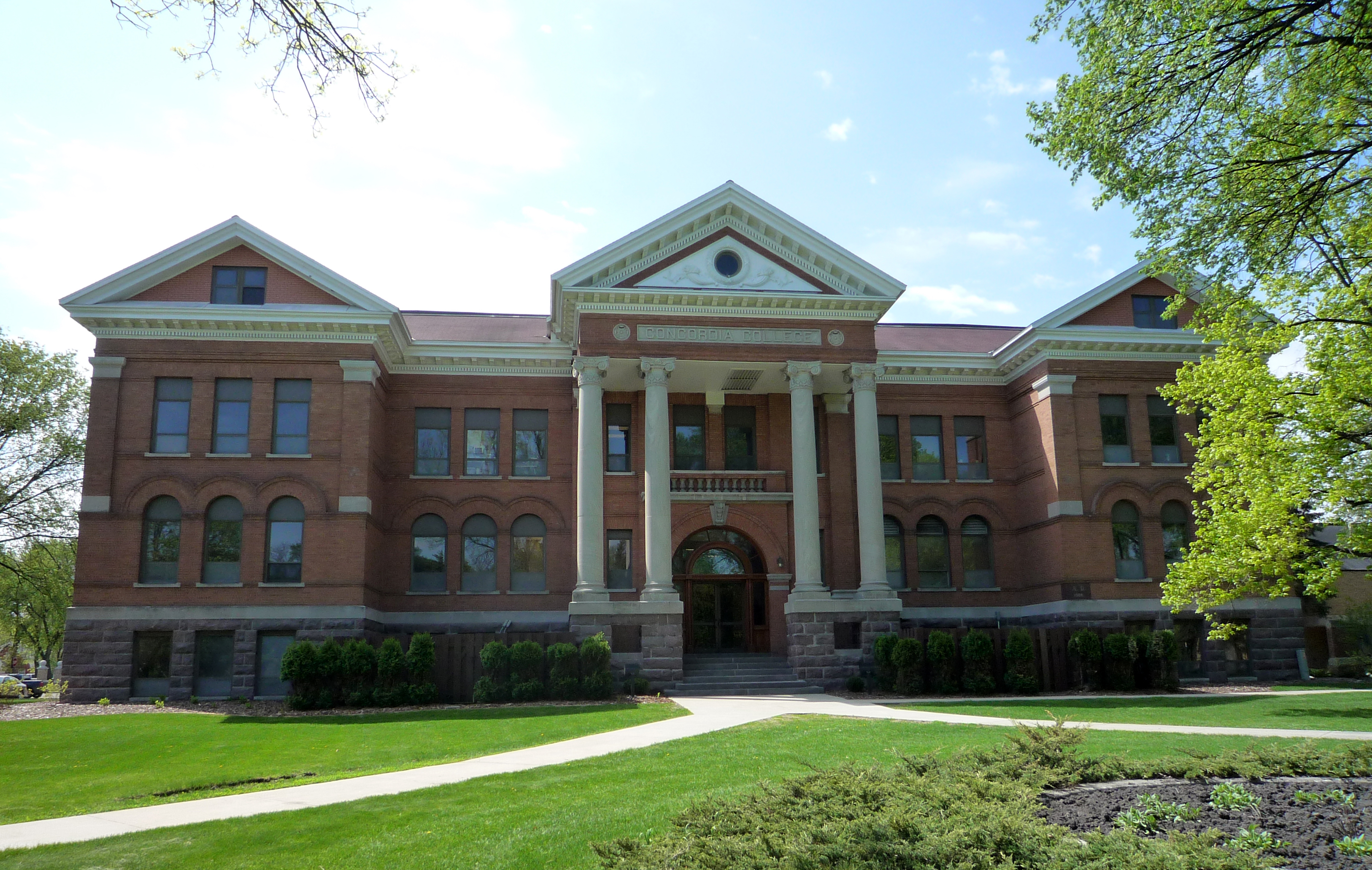
コンコーディア大学のオールド・メイン。1980年に国家歴史登録財に指定された。

コンコーディア大学は市中心部から南へ7ブロック、8thストリート沿いに113エーカー（457,300m2）のキャンパスを構えている。同学はノルウェー系入植者が1891年に創立したルーテル教会（福音ルーテル教会）系のリベラル・アーツ・カレッジで、約2,100人の学生を抱えている。同学はリベラル・アーツ・カレッジの特色とも言える少人数制教育を行っており、学生対教授の人数比は12:1で、半数以上の講義は20人以下の学生数で行われている。同学は50以上の専攻プログラム、および12の専門職大学院準備プログラムを有している。また、同学はベミジーをはじめとする州北西部5ヶ所に15言語の「言語村」を運営しており、夏季キャンプ等の形で一般の児童・生徒向けの生きた異言語・異文化体験を通じたイマージョン・プログラムや、外国語教員向けのイマージョン教授法講義を提供している。コンコーディア大学は、USニューズ&ワールド・レポートの大学ランキングでは、全米のリベラル・アーツ・カレッジの中で130位前後という評価を受けている。

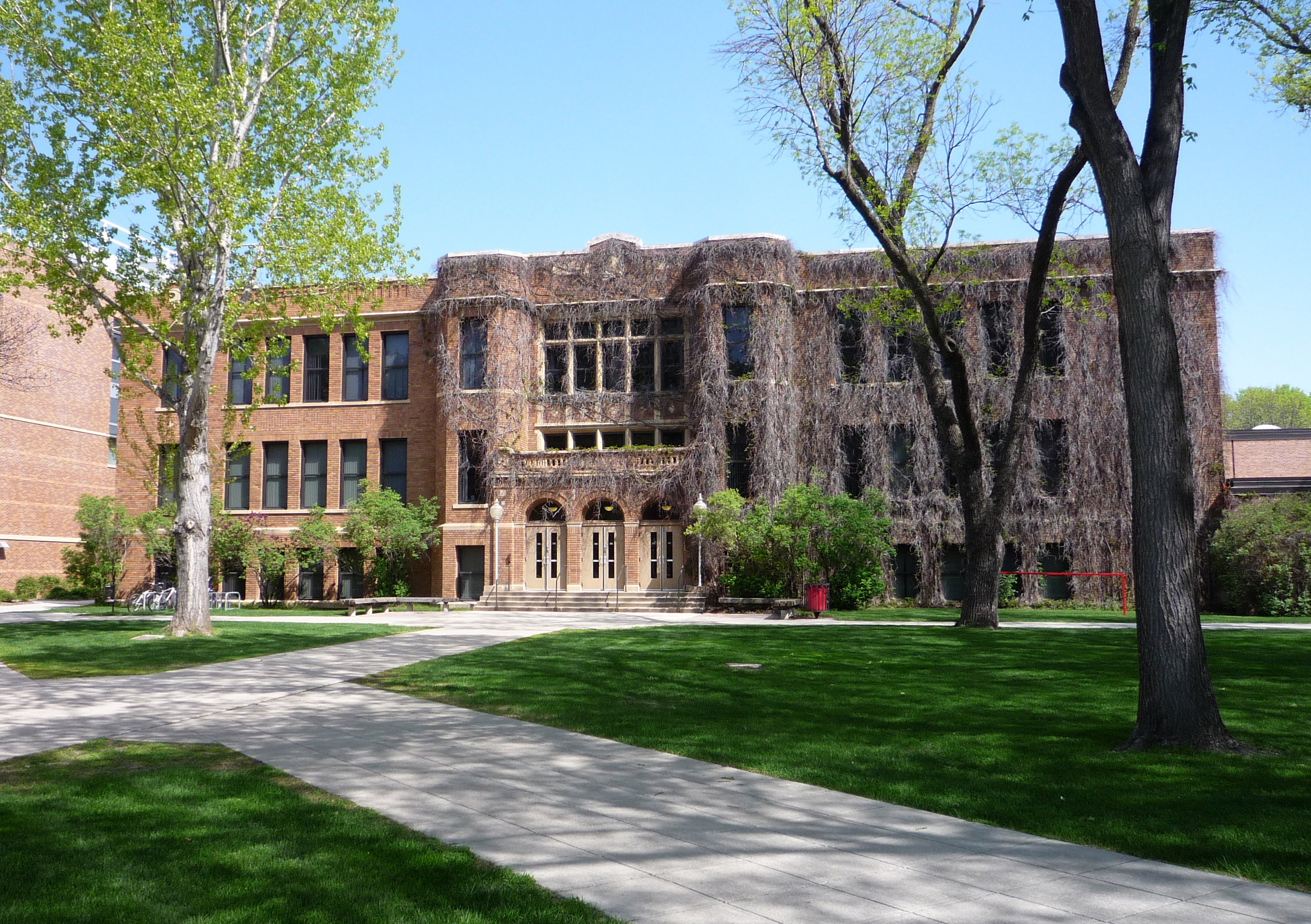
ミネソタ州立大学ムーアヘッド校

コンコーディア大学の3ブロック東には、ミネソタ州立大学ムーアヘッド校の140エーカー（566,600m2）のキャンパスが広がる。同学は1887年に創立、翌1888年にムーアヘッド師範学校として開校した。その後1921年に州議会による学位授与認可に伴いムーアヘッド教育大学に改称、第二次世界大戦後に復員兵士を学生として迎え入れると共に総合大学化し、1957年にムーアヘッド州立カレッジ、1975年にムーアヘッド州立大学と改称し、1995年にミネソタ州立大学システムに組み入れられた後、2000年に現称のミネソタ州立大学ムーアヘッド校に改称した、という変遷をたどってきた州立大学である。同学は約5,800人の学生を抱えて、学部で80以上の専攻プログラムを提供している。大学院では、12分野の修士に加えて、教育学博士の学位を授与している。ミネソタ州立大学ムーアヘッド校は、USニューズ&ワールド・レポートの大学ランキングでは、中西部の「地方区の大学」の中で90位前後という評価を受けている。
コンコーディア大学およびミネソタ州立大学ムーアヘッド校は、ファーゴにキャンパスを置くノースダコタ州立大学、およびファーゴ・ムーアヘッド両市のコミュニティ・カレッジと共に、トライ・カレッジ・ユニバーシティ（Tri-College University、TCU）と呼ばれる単位互換協定を結んでいる。
ムーアヘッドにおけるK-12課程はムーアヘッド公立学区の管轄下にある公立学校によって主に支えられている。同学区は小学校（幼稚園・1-4年生）4校、中学校（5-8年生）1校、高校（9-12年生）1校、オルタナティブ教育校1校を有し、約6,400人の児童・生徒を抱えている。同学区唯一の中学校であるホライズン中学校は東西2つのキャンパスを有しており、5-6年生が西キャンパス、7-8年生が東キャンパスで学ぶ。
ミネソタ州北西部7郡に22ヶ所の図書館を置くアガシー湖地域図書館（LARL）は、ムーアヘッドに本部を置いている。その支館の1つであるムーアヘッド公立図書館は、市中心部、5thストリートと2ndアベニュー・サウスの北東角に立地する。

## 文化と名所

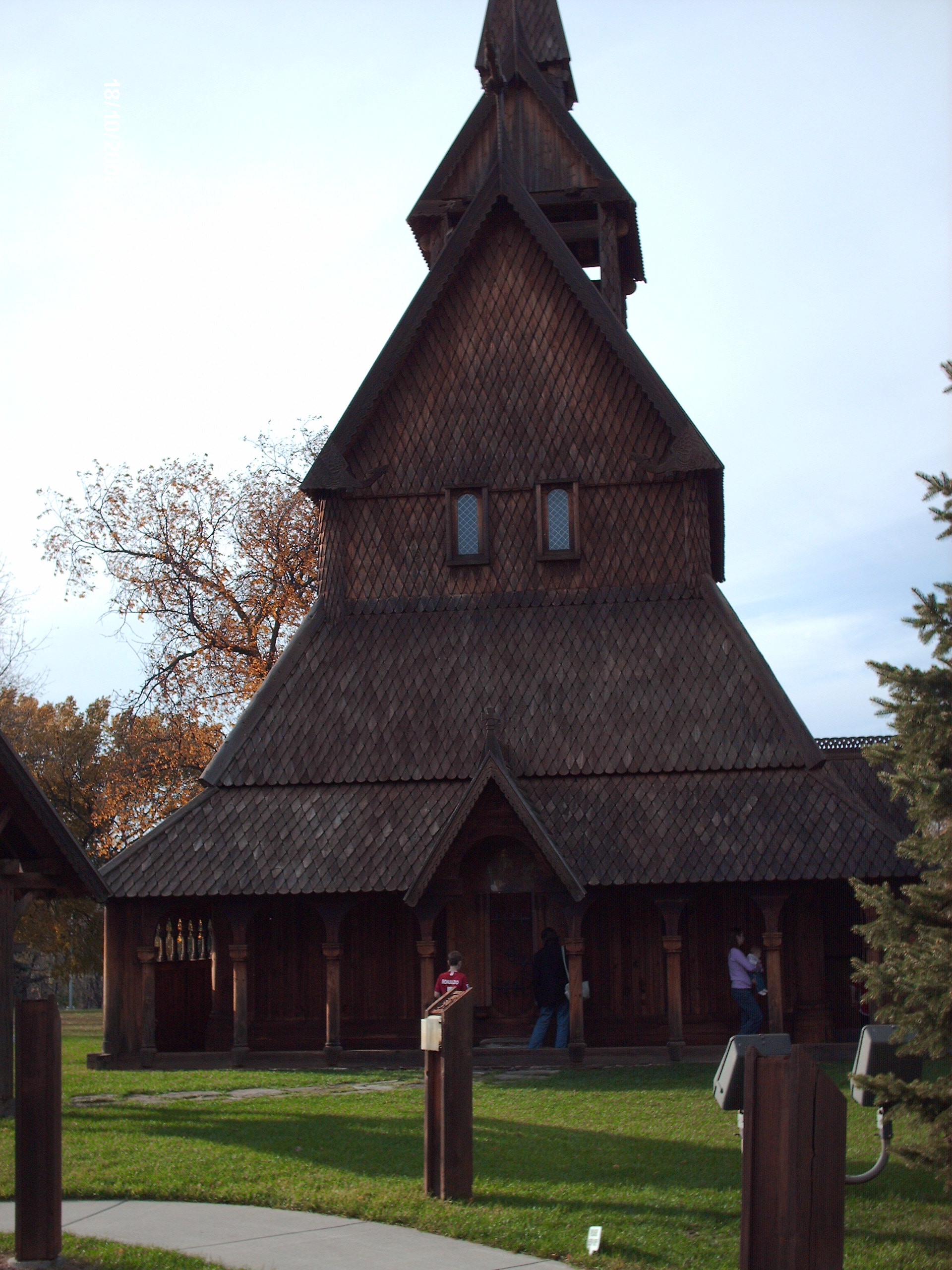
イェムコムスト・センターの敷地内に建つスターヴ教会のレプリカ

イェムコムスト・センター（Hjemkomst Center）は1stアベニュー・ノースがレッド川に架かる橋の東詰北側に立地している。同センターには、ノルウェー語で「帰郷」を意味する、同名の復元ヴァイキング船が展示されている。この船はムーアヘッドから東へ35km、ホーリーにあった空きジャガイモ倉庫を改造した「造船所」で、ムーアヘッドに住んでいたノルウェー系、かつヴァイキングの子孫であるロバート・アスプによって、1974年から6年かけて建造された。その後1982年、イェムコムスト号はダルース港を出発し、ニューヨーク港から大西洋を渡り、ベルゲン港を経て、最終的にオスロ港へと到着した。この航海の後、同船はムーアヘッド市に寄付され、1986年に完成したばかりの同センター敷地内、ヴァイキング船公園に展示された。
イェムコムスト・センターにはクレイ郡歴史協会が運営するクレイ郡博物館も入っており、展示期間ごとのテーマに沿った展示を行っている。1932年に設立されたクレイ郡歴史協会は、30,000点にのぼる歴史的事物を収蔵し、また郡内3ヶ所の史跡を保存している。また、同協会は、同センターの敷地内に建てられた、スターヴ教会のレプリカも管理し、一般に公開している。この木造の教会は、アメリカ合衆国中西部におけるノルウェーの文化と伝統を現代に伝えるべく、1996-2001年にかけて建てられたもので、ノルウェー・ソグン・オ・フィヨーラネ県ヴィークにあるホッペルシュタ・スターヴ教会の原寸大レプリカとなっている。
イェムコムスト・センターから直線距離で北東へ約1km、オリジナル・ホームステッド公園内には、クレイ郡歴史協会が保存している史跡の1つで、ムーアヘッド最古の家屋である、バークウィストの小屋が建っている。この小屋は1872年にこの地に移入したスウェーデン系移民グスタフ・バークウィストが建てたものであった。1970年、グスタフの孫で、ファーゴのWDAYで天気キャスターを務めたデューイ・バークウィストと、その息子（グスタフの曾孫にあたる）ジムはこの小屋を改修した。1980年には、この小屋は国家歴史登録財に指定された。
コンコーディア大学キャンパスの北端から北へ2ブロック、8thストリートと5thアベニュー・サウスの南東角にはコムストック邸が建つ。このビクトリア建築様式の家屋は、メイン州出身で、ミシガン大学で法学の学位を取得した後にムーアヘッドに住み、弁護士・政治家・実業家として成功し、ミネソタ州議会下院議員、ミネソタ州知事、連邦議会下院議員を務めたソロモン・コムストックが1883年に建てたものであった。その後、この家屋は息子の1人であるジョージとその妻フランシスによって、1965年にミネソタ歴史協会に寄贈され、1980年より博物館として一般に公開されている。1974年には、コムストック邸は国家歴史登録財に指定された。2016年より、クレイ郡歴史協会がコムストック邸の日常の運営に携わっている。

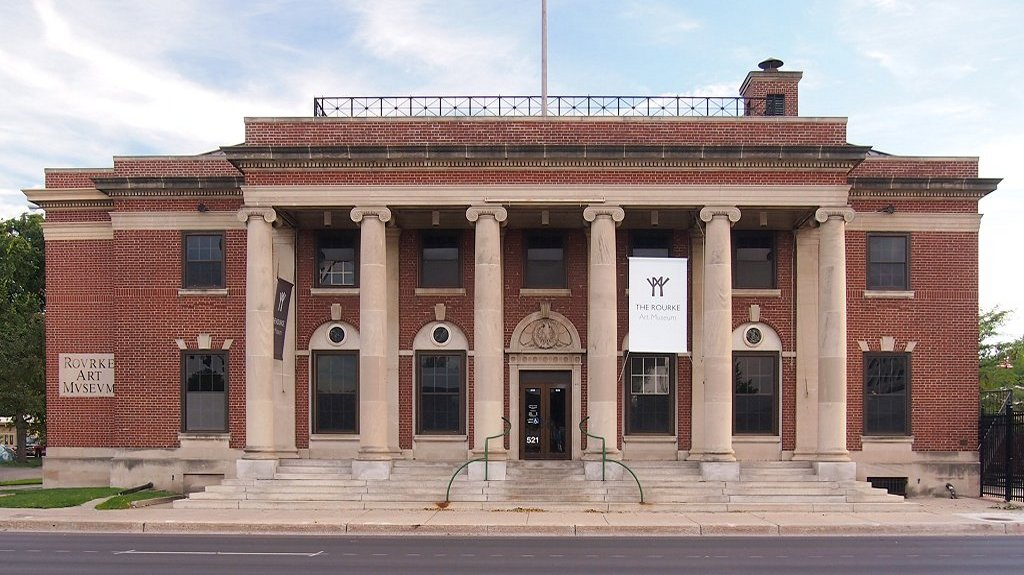
ロアーク美術館

ロアーク美術館はムーアヘッド公立図書館と同じブロック内のすぐ北側、メイン・アベニューと6thストリートの南西角に立地している。同館は寄贈されたものを中心に約5,000点の芸術作品を所蔵・常設展示しており、その中には西アフリカの金工作品もある。同館の建物は、もともとは1913年に建てられた連邦裁判所庁舎で、その後1915年から郵便局として使われ、その一角にはレッド・リバー芸術センター（現プレーンズ美術館）も入っていた。1997年に、プレーンズ美術館がファーゴのダウンタウンに移転・再開館すると、この建物はロアーク美術館になった。ロアーク美術館のこの建物は、1980年に旧連邦裁判所・旧郵便局として国家歴史登録財に指定された。

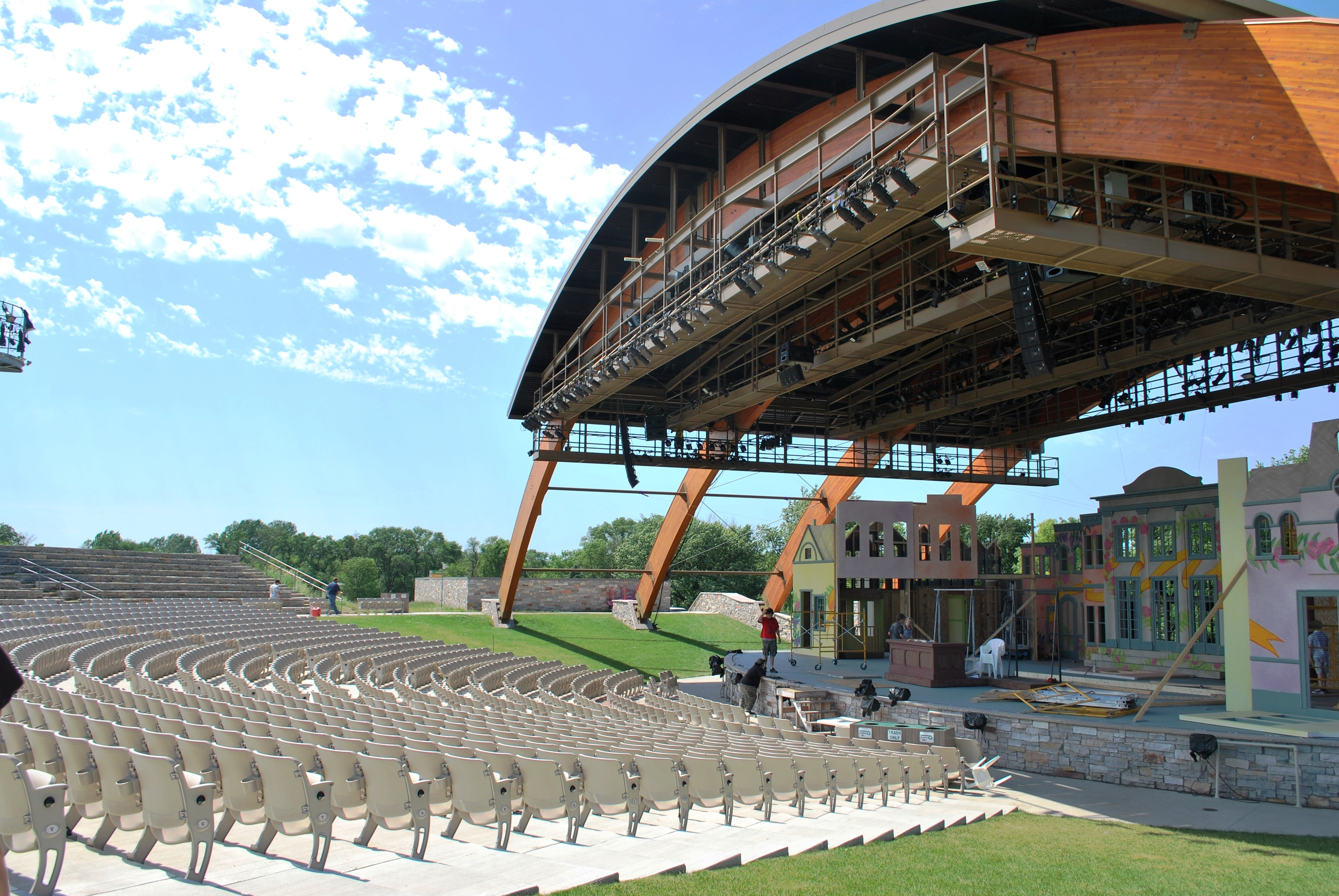
ブルーステム芸術センターの野外劇場

市中心部から南南西へ約6.5km、市南西端のレッド河畔にはブルーステム芸術センターが立地する。同センター内には3,000席を有する野外劇場、およびトロールウッド舞台芸術学校が立地している。トロールウッド芸術学校はファーゴ公立学区が運営しているが、施設はムーアヘッド市当局からのリースという形を採っている。
コンコーディア大学のコンコーディア合唱団は1920年に創設された歴史ある合唱団で、同学内やファーゴ・ムーアヘッド地域はもとより、カーネギー・ホールをはじめ全米各地、さらにはアメリカ合衆国外でも公演を行ってきている。とりわけ、1927年から行っているクリスマス公演は、同団を含む4つの合唱団、およびオーケストラが参加する大規模なもので、ムーアヘッドのほかミネアポリスでも公演を行う。このクリスマス公演は、2010年、そして2017年にも上中西部地域エミー賞を受賞している。

## 人口推移
以下にムーアヘッド市における1880年から2020年までの人口推移をグラフおよび表で示す。なお、ファーゴ都市圏およびファーゴ・ワーペトン広域都市圏全体の人口については、ファーゴ (ノースダコタ州)#都市圏人口を参照のこと。
| 統計年 | 人口     |
| ------ | -------- |
| 1880年 | 1,500人  |
| 1890年 | 2,088人  |
| 1900年 | 3,730人  |
| 1910年 | 4,540人  |
| 1920年 | 5,720人  |
| 1930年 | 7,651人  |
| 1940年 | 9,491人  |
| 1950年 | 14,870人 |
| 1960年 | 22,934人 |
| 1970年 | 29,687人 |
| 1980年 | 29,998人 |
| 1990年 | 32,295人 |
| 2000年 | 32,177人 |
| 2010年 | 38,065人 |
| 2020年 | 44,505人 |

## 註
1. ↑  About the City. City of Moorhead. 2019年10月17日閲覧.
2. 1 2 3 4 5  History. City of Moorhead. 2019年10月17日閲覧.
3. ↑  QuickFacts: Moorhead city, Minnesota. U.S. Census Bureau. 2020年.
4. 1 2  QuickFacts. U.S. Census Bureau. 2020年.
5. 1 2 3  History of Clay County. Clay County, Minnesota. 2019年10月17日閲覧.
6. 1 2  Savageau, Kate. Moorhead's Saloon Era, 1890–1915. MNopedia. Minnesota Historical Society. 2019年3月3日. 2019年10月17日閲覧.
7. ↑  Beaton, Angela. German Prisoners-of-War Camp, Moorhead, 1944–1946. MNopedia. Minnesota Historical Society. 2017年6月26日. 2019年10月17日閲覧.
8. ↑  McCollor, Don. The Red River Valley: Tilted Shorelines and Rebounding Lake Beds (アーカイブ). University of North Dakota. 2006年12月8日.
9. ↑  Peel, M. C., B. L. Finlayson, and T. A. McMahon. Updated world map of the Köppen–Geiger climate classification. pp.1633–1644. Hydrol. Earth Syst. Sci.. Vol.11. 2007年. 2019年10月18日閲覧. doi: 10.5194/hess-11-1633-2007. ISSN 1027-5606.
10. ↑  Plant Hardiness Zone Map. United States Department of Agriculture. 2019年10月18日閲覧.
11. 1 2 3  Government. City of Moorhead. 2019年10月19日閲覧.
12. ↑  "CHAPTER 6: ADMINISTRATION OF CITY AFFAIRS". City Charter. City of Moorhead. 2019年10月19日閲覧.
13. ↑  Mayor & City Council, Ward/Precinct Map. City of Moorhead. 2019年10月19日閲覧.
14. ↑  Our Locations. American Crystal Sugar. 2019年10月19日閲覧.
15. ↑  Busch Agricultural Resources, LLC. Fargo Moorhead West Fargo Chamber of Commerce. 2019年10月19日閲覧.
16. ↑  Pates, Mikkel. Anheuser-Busch malt exec Slater retires. 2019年2月28日. 2019年10月19日閲覧.
17. ↑  Locations. Pactiv. 2019年10月19日閲覧.
18. ↑  Kaul, Greta. What's behind Fargo-Moorhead's boom? MinnPost. 2019年7月9日. 2019年10月19日閲覧.
19. ↑  Economy in Moorhead, Minnesota. BestPlaces. 2019年10月19日閲覧.
20. ↑  AirportIQ 5010. (Form 5010: Hector Int'l) Airport Master Record. Federal Aviation Administration. 2019年10月10日. 2019年10月19日閲覧.
21. ↑  Empire Builder. p.1. Amtrak. 2018年4月29日. 2019年10月19日閲覧.
22. ↑  Routes. MATBUS. 2019年10月19日閲覧.
23. ↑  Jefferson Lines. MATBUS. 2019年10月3日閲覧.
24. ↑  North Dakota. Jefferson Lines. 2019年10月19日閲覧.
25. ↑  Minnesota State University - Moorhead. Jefferson Lines. 2019年10月19日閲覧.
26. 1 2 3 4  MINNESOTA - Clay County. National Register of Historic Places. 2019年10月24日閲覧.
27. 1 2 3  Concordia College--Moorhead. U.S. News & World Report. 2019年. 2019年10月21日閲覧.
28. ↑  At A Glance. Concordia College. 2019年10月21日閲覧.
29. ↑  Majors, Minors and Programs. Concordia College. 2019年10月21日閲覧.
30. ↑  Who We Are, Our Teaching Methods, Youth Villages, Educator Programs, Our Locations. Concordia Language Village. 2019年10月21日閲覧.
31. ↑  Best Colleges 2020: National Liberal Arts Colleges Rankings. U.S. News & World Report. 2019年. 2019年11月4日閲覧.
2020年版（2019年発行）では132位であった。
32. ↑  Minnesota State University Moorhead's History. Minnesota State Universiry-Moorhead. 2019年10月22日閲覧.
33. ↑  MSUM Facts. Minnesota State Universiry-Moorhead. 2019年10月22日閲覧.
34. ↑  Graduate Programs. Minnesota State Universiry-Moorhead. 2019年10月22日閲覧.
35. ↑  Best Colleges 2019: Regional Universities Midwest Rankings. U.S. News & World Report. 2019年. 2019年10月22日閲覧.
2020年版（2019年発行）では92位であった。
36. ↑  About TCU. Tri-College Uiversity. 2019年10月22日閲覧.
37. ↑  About. Moorhead Area Public Schools. 2019年10月22日閲覧.
38. ↑  Middle Schools. Moorhead Area Public Schools. 2019年10月22日閲覧.
39. ↑  About Lake Agassiz Regional Library. Lake Agassiz Regional Library. 2019年10月22日閲覧.
40. 1 2  Library. City of Moorhead. 2019年10月22日閲覧.
41. ↑  Moorhead Public Library.  Lake Agassiz Regional Library. 2019年10月22日閲覧.
42. ↑  The Hjemkomst. Historical & Cultural Society of Clay County. 2019年10月24日閲覧.
43. ↑  Exhibitions. Historical & Cultural Society of Clay County. 2019年10月24日閲覧.
44. ↑  Historical & Cultural Society of Clay County. Fargo Moorhead West Fargo Chamber of Commerce. 2019年10月24日閲覧.
45. ↑  The Hopperstad Stave Church. Historical & Cultural Society of Clay County. 2019年10月24日閲覧.
46. ↑  The Bergquist Cabin. Historical & Cultural Society of Clay County. 2019年10月24日閲覧.
47. ↑  The Comstock House: History. Historical & Cultural Society of Clay County. 2019年10月24日閲覧.
48. ↑  The Comstock House. Historical & Cultural Society of Clay County. 2019年10月24日閲覧.
49. ↑  Collections. Rourke Art Gallery and Museum. 2019年10月26日閲覧.
50. 1 2  History. Rourke Art Gallery and Museum. 2019年10月26日閲覧.
51. ↑  About. Plains Art Museum. 2019年10月26日閲覧.
52. ↑  More Than A Music Venue. Bluestem Center for Arts. 2019年10月26日閲覧.
53. ↑  Schmidt, Helmut. Moorhead City Council member says city should step in on Bluestem. INFORUM. Fargo, North Dakota: Forum Communications Company. 2012年2月15日. 2019年10月26日閲覧.
54. ↑  Concordia Choir. Concordia College. 2019年10月26日閲覧.
55. ↑  Best College Choir Christmas Concerts. Online Bachelor Degrees. 2019年10月26日閲覧.
56. ↑  2010 Upper Midwest Emmy Recipients. Upper Midwest Chapter, The National Academy of Television Arts & Sciences. 2010年9月25日. 2019年10月26日閲覧.
57. ↑  2017 Upper Midwest Emmy Recipients! Upper Midwest Chapter, The National Academy of Television Arts & Sciences. 2017年10月7日. 2019年10月26日閲覧.